# Ottenby rev
Ottenby rev är ett svenskt marint naturreservat som inrättades 2020 av Länsstyrelsen i Kalmar län. Det omfattar ett vattenområde runt om och omedelbart söder om Ölands södra udde, i Mörbylånga kommun. Naturreservatet gränsar till Ottenby naturreservat.
Ölands kalkstenshällar fortsätter söder om Ölands södra udde och ger unika förutsättningar för arter och miljöer även under vattnet. Där finns bestånd av såg- och blåstång ner till elva meters djup. Stora rödalgssamhällen, täta musselbankar och rik fiskfauna omger också revet.
En stor mängd växter och djur, inklusive gråsälar och knubbsälar, finns i området. De använder revet för att söka föda, reproducera sig och som rastplats.

## Bilder

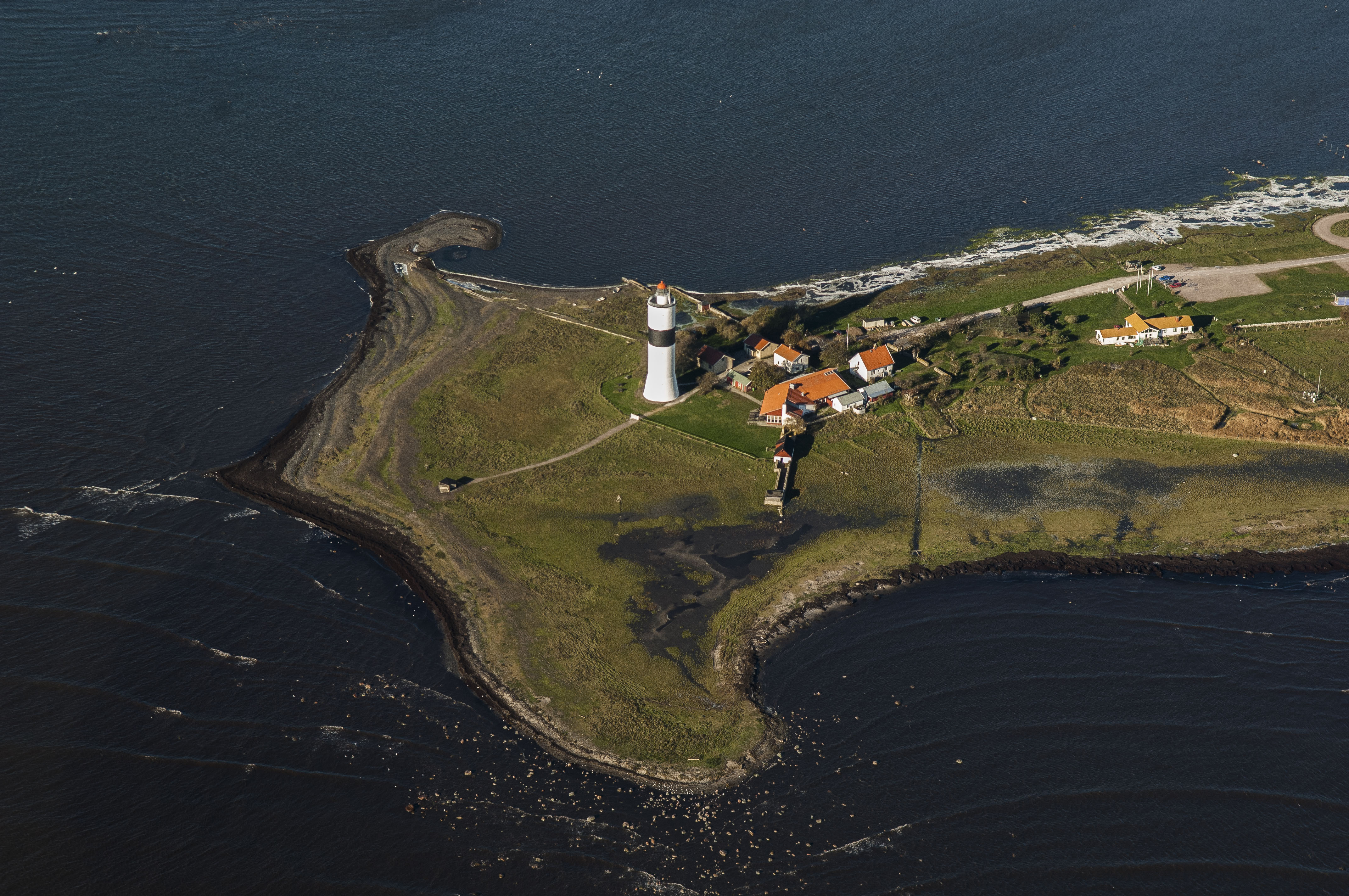
Ottenby fågelstation med Långe Jan
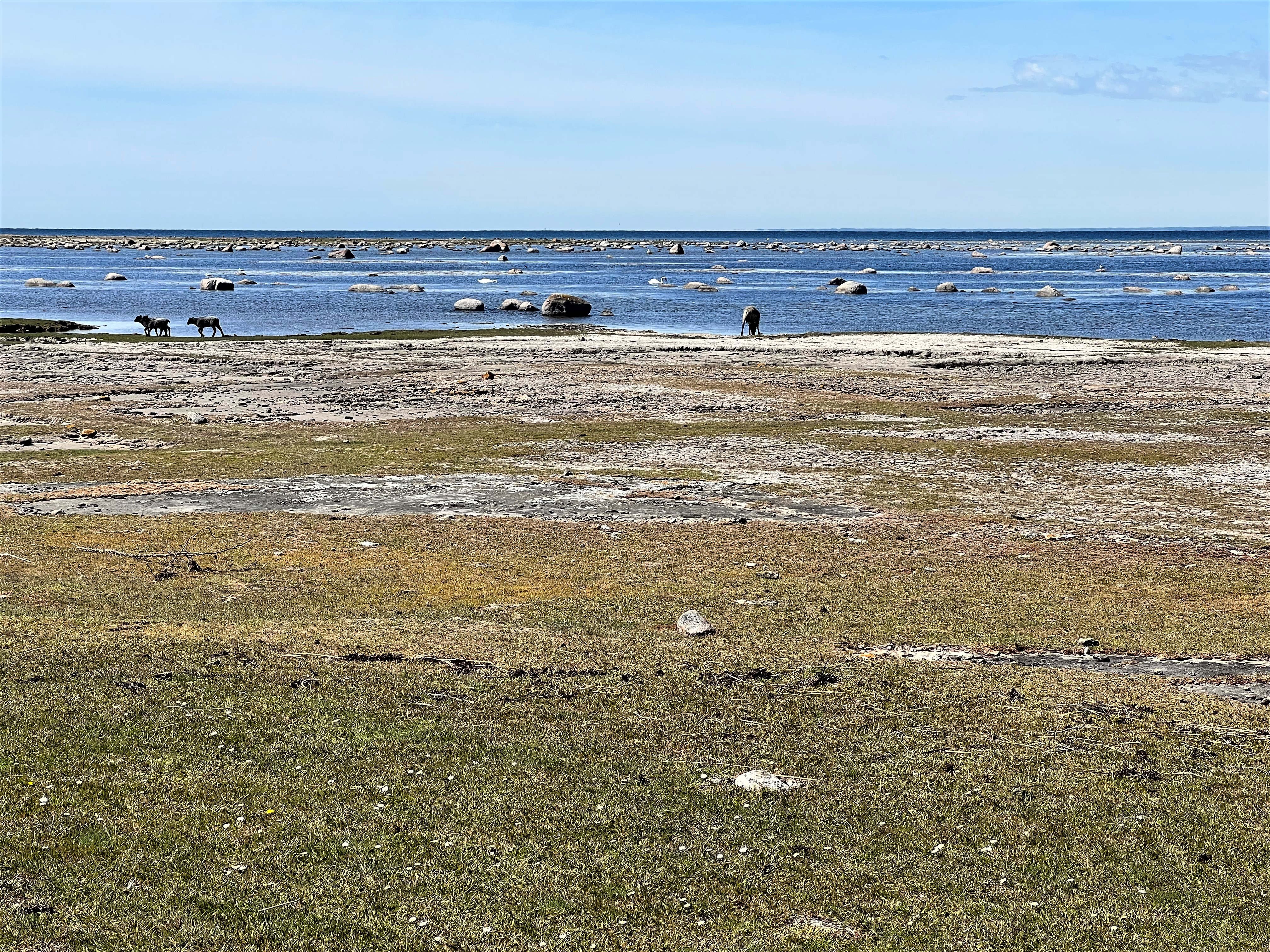
Delar av Ottenby naturreservat och Ottenby rev.
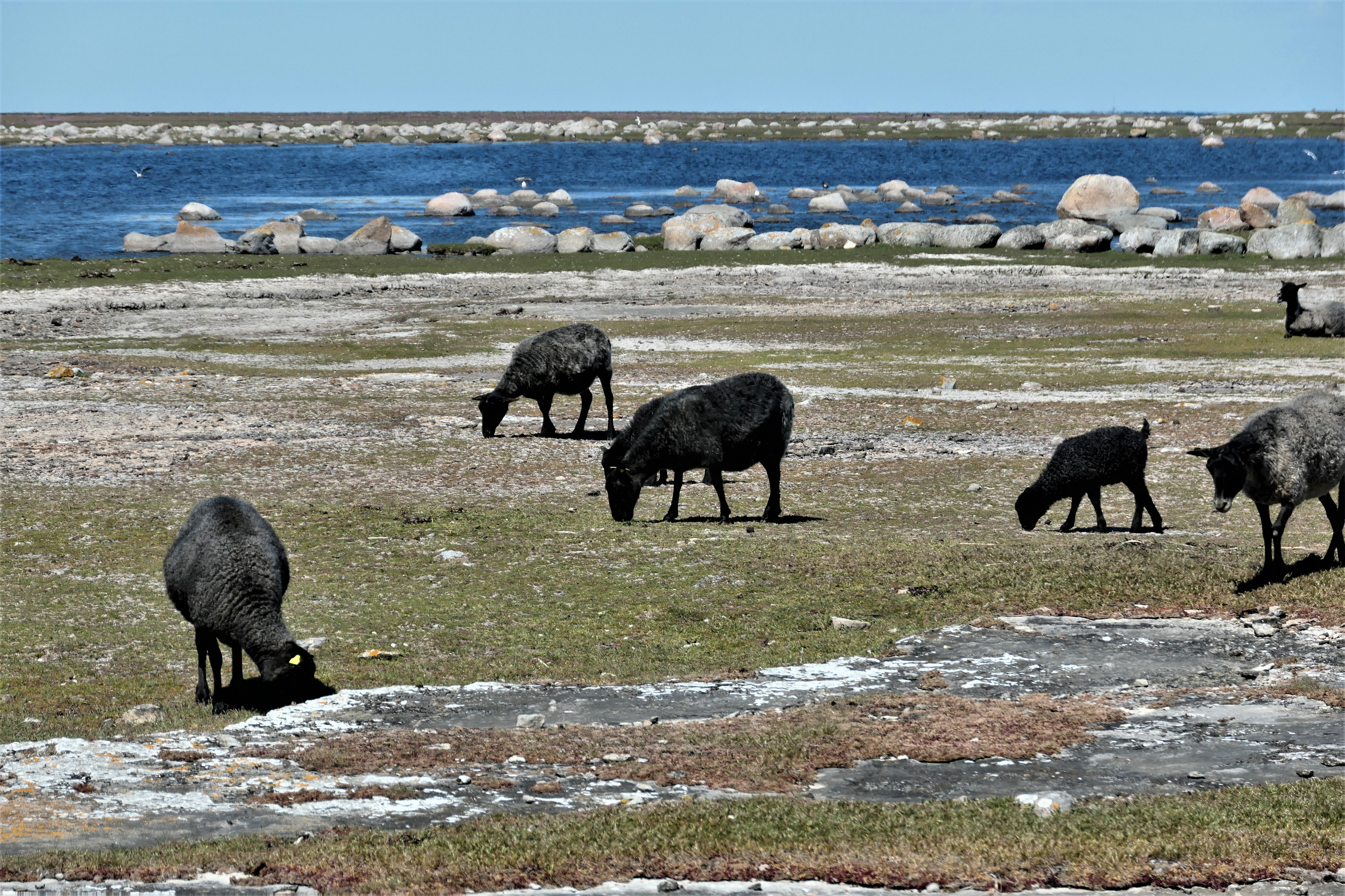
Gotlandsfår från Ottenby kungsgård
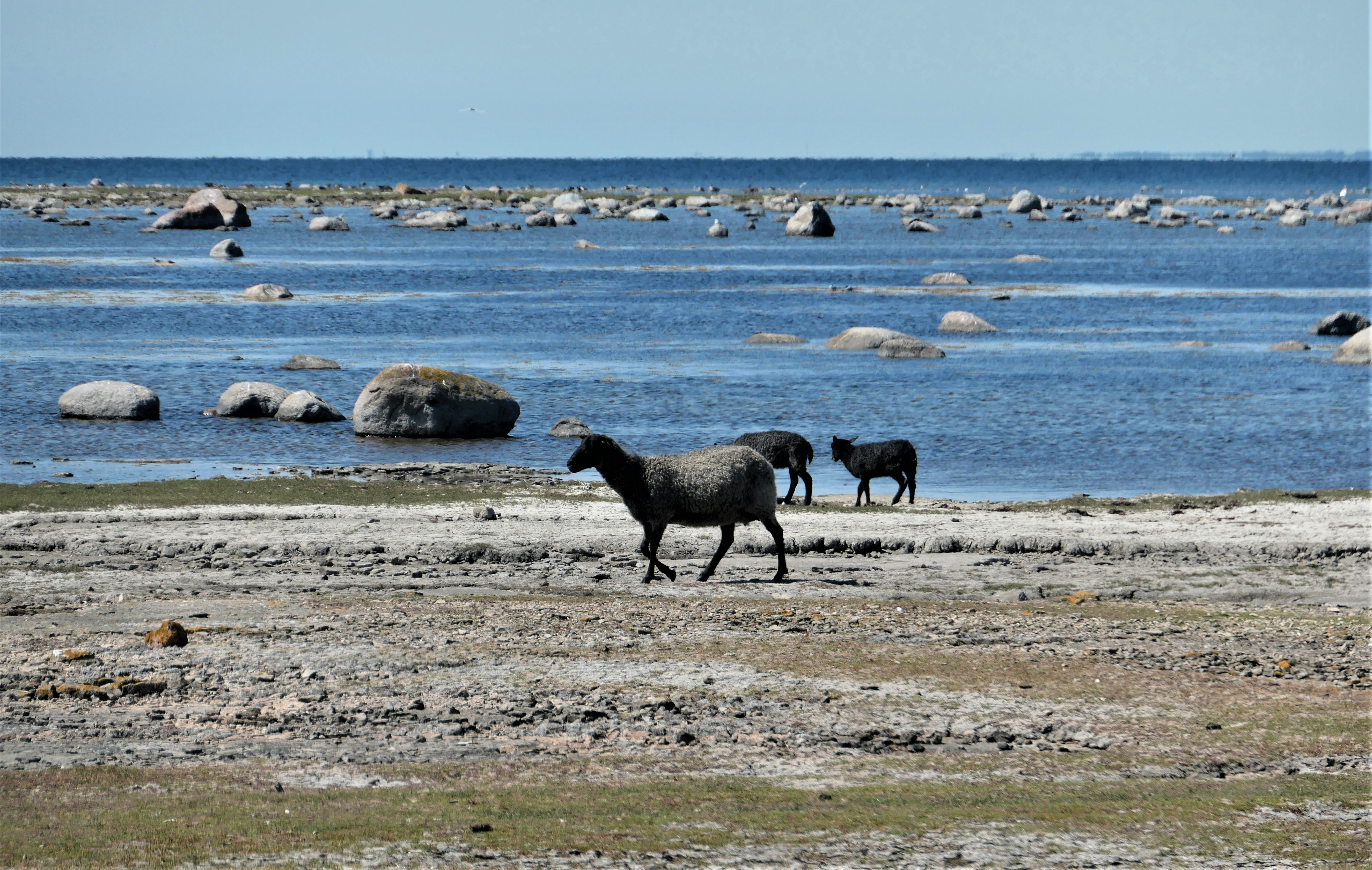
Gotlandsfår på stranden, med delar av Ottenby rev i bakgrunden